# CCL22
La quimioquina (C-C motif) ligando 22 (CCL22) es una pequeña citoquina perteneciente a la familia CC de quimioquinas, que es conocida también bajo otros diversos nombres, que incluyen los de quimioquina macrófago-derivada (MDC) y proteína quimiotáctica de células T estimuladas (STCP-1). Se trata de un quimioatrayente para células T, monocitos, células dendríticas derivadas de monocitos, y células NK activadas. CCL22 es secretada por células dendríticas y macrófagos, y obtiene su efecto en sus células diana mediante la interacción con receptores de quimioquinas en la superficie celular, como el receptor CCR4. El gen que codifica para CCL22 se localiza en el cromosoma 16 en humanos, en un cluster con otras quimioquinas llamadas CX3CL1 y CCL17.